# Fankaty Dabo
Sheikh Mohamed Fankaty Dabo (Londen, 11 oktober 1995) is een Engels-Sierra Leoons voetballer die doorgaans als verdediger speelt.

## Carrière
Dabo werd in 2007 opgenomen in de jeugd van Chelsea. Dat verhuurde hem in 2017 aan Swindon Town, op dat moment actief in de League One. Chelsea verhuurde hem in juli 2017 vervolgens voor een jaar aan Vitesse. Dabo maakte op 1 juli 2017 zijn officieuze debuut voor de club, in een oefenduel voor de start van de competitie, tegen PFK Oleksandrija (0–2). Als bekerwinnaar, van het seizoen 2016/17, mocht Vitesse spelen om de Johan Cruijff Schaal tegen landskampioen Feyenoord op 5 augustus 2017. Het duel eindigde na reguliere speeltijd in 1-1. Vitesse verloor daarna na strafschoppen (4-2), waarbij Vitesse-spelers Tim Matavž en Milot Rashica hun penalty's misten. Na het jaar bij Vitesse huurde Sparta Rotterdam Dabo in het seizoen 2018/19, hij maakte zijn debuut voor Sparta op 16 september 2018 in de met 2-0 gewonnen thuiswedstrijd tegen FC Den Bosch hij kwam na 67 minuten in het veld voor Janne Saksela. Met Sparta promoveerde Dabo via de Play-offs naar de Eredivisie. Nadat zijn contract bij Chelsea in 2019 afliep, tekende hij voor Coventry City FC, wat uitkomt in de League One. Hier speelde hij tot 2023. Medio 2023 ging hij naar Forest Green Rovers.

### Statistieken
| Seizoen        | Club               | Competitie     | Competitie | Competitie | Beker | Beker | Internationaal | Internationaal | Overig | Overig | Totaal | Totaal |
| Seizoen        | Club               | Competitie     | Wed.       | Dlp.       | Wed.  | Dlp.  | Wed.           | Dlp.           | Wed.   | Dlp.   | Wed.   | Dlp.   |
| -------------- | ------------------ | -------------- | ---------- | ---------- | ----- | ----- | -------------- | -------------- | ------ | ------ | ------ | ------ |
| 2016/17        | Chelsea            | Premier League | —          | —          | —     | —     | —              | —              | —      | —      | 0      | 0      |
| 2016/17        | → Swindon Town     | League One     | 15         | 1          | 0     | 0     | —              | —              | 0      | 0      | 15     | 1      |
| 2017/18        | → Vitesse          | Eredivisie     | 26         | 0          | 1     | 0     | 5              | 0              | 2      | 0      | 34     | 0      |
| 2018/19        | → Sparta Rotterdam | Eerste divisie | 21         | 0          | 1     | 0     | —              | —              | 4      | 0      | 26     | 0      |
| 2019/20        | Coventry City FC   | League One     | 32         | 0          | 9     | 0     | —              | —              | 0      | 0      | 41     | 0      |
| 2020/21        | Coventry City FC   | Championship   | 28         | 0          | 1     | 0     | —              | —              | 0      | 0      | 29     | 0      |
| 2021/22        | Coventry City FC   | Championship   | 29         | 0          | 1     | 0     | —              | —              | 0      | 0      | 30     | 0      |
| 2022/23        | Coventry City FC   | Championship   | 27         | 0          | 1     | 0     | —              | —              | 3      | 0      | 31     | 0      |
| Carrièretotaal | Carrièretotaal     | Carrièretotaal | 178        | 1          | 14    | 0     | 5              | 0              | 9      | 0      | 206    | 1      |